# Fortezza di Rothenberg

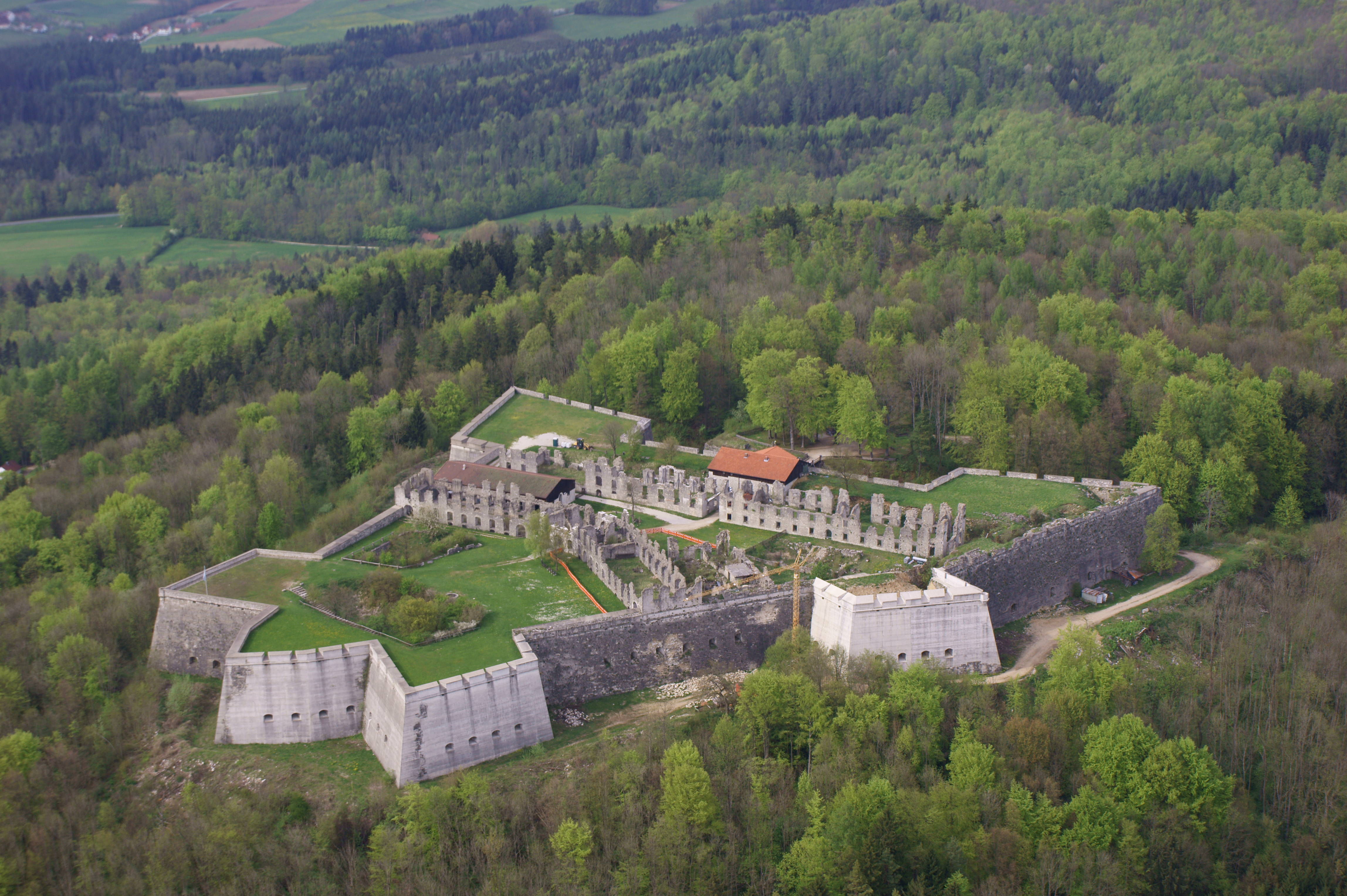
Veduta aerea della Fortezza di Rothenberg

La Fortezza di Rothenberg (in tedesco Festung Rothenberg) è una fortezza situata sull'omonima collina, a 588 m, vicino a Schnaittach, nel Giura Francone, in Baviera, Germania.

## Storia

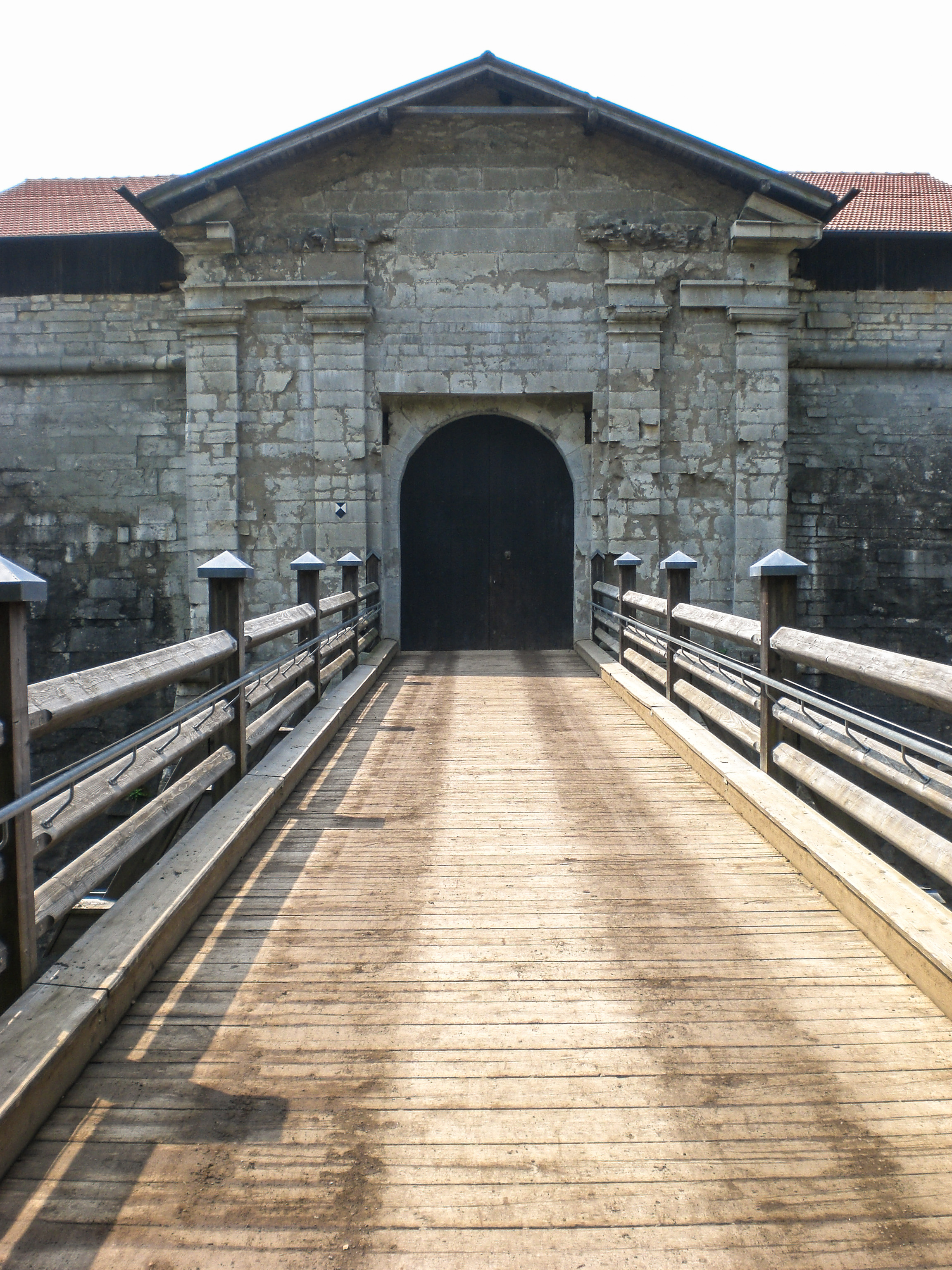
Portale d'ingresso della fortezza

Le prime fortificazioni furono probabilmente costruite tra il 1300 e il 1330 da Dietrich von Wildenstein. Questi lo vendette nel 1360 all'imperatore e re boemo Carlo IV, che lo fece trasformare in un castello di confine per proteggere la sua proprietà allodiale boema.
Nel 1478, il conte palatino Ottone II pose la condizione che il castello di Rothenberg diventasse un feudo comune ossia un Ganerbenburg. 44 covassalli che, insieme alla città di Rothenberg e alla città mercato di Schnaittach, ricevettero relativamente poche proprietà e pochi diritti, ma la comunità dei covassalli formò una forte alleanza alla quale potevano essere aggregati altri membri di famiglie nobili della zona. Il castello aveva anche diversi diritti di patronato nella zona di Norimberga. La comunità dei covassalli aveva le caratteristiche di un tipo di unione chiamata Einung. All'epoca di Silvester von Schaumberg, il castello era un "nido di vespe" con il quale persino i principi temevano di entrare in conflitto.
Nel XVIII secolo, un'importante fortezza rococò, basata su un prototipo francese, fu costruita sul sito dall'Elettore di Baviera e Imperatore tedesco, Carlo VII. La costruzione durò dal 1729 al 1750 circa. Due bastioni furono intitolati a lui e alla moglie Maria Amalia. Di tanto in tanto vi erano di guarnigione fino a 400 soldati. Il castello fu costruito su una fortificazione più antica e più piccola, che a sua volta era stata costruita sui resti di un castello in rovina ancora più antico.
La fortezza fu costruita secondo principi geometrici. Poiché si volevano evitare i punti ciechi, i bastioni furono costruiti a forma di stella. La pianta complessiva era un poligono con una torre bastionata ad ogni angolo. La cresta del terrapieno fu mantenuta bassa per ridurre al minimo l'area di tiro. Le difese esterne sul lato nord iniziavano con un spalto in leggera salita, seguito da una via coperta e da un fossato. Dietro, appena più alto del terrapieno, si ergeva il bastione principale. Questo era stato progettato per essere difficile da bombardare, perché il muro era protetto da uno spalto. Il sito della fortezza sul crinale di una collina ricorda quello dei castelli medievali, spesso costruiti su punti elevati e di difficile accesso. In questo caso, la collina proteggeva la fortezza a sud, est e ovest dall'assalto, ma non dai potenti cannoni d'assedio dell'epoca.
Nel 1806 Napoleone annesse la Franconia al Regno di Baviera e Rothenberg divenne quindi superflua per l'esercito bavarese come fortezza di confine. Tuttavia, continuò ad essere utilizzata come prigione fortificata.
Nel 1838 il Ministro della Guerra bavarese vendette l'intero inventario, comprese le porte, le travi e tutto ciò che poteva essere rimosso. La fortezza fu abbandonata e cadde in rovina. Fu utilizzata come cava per la costruzione della stazione centrale di Norimberga. Nel 1876 furono effettuati test di demolizione esplosiva sul rivellino.
Il sito può essere visitato nell'ambito di una visita guidata. Le casematte sotterranee sono vietate da novembre ad aprile per proteggere i pipistrelli.